# Claude de Beauharnais (1680)
Claude de Beauharnais (1680 – 1738) è stato un nobile francese.
Fu signore di Beaumont e di Roches-Baritaud, capitano di vascello del re, e un cavaliere dell'ordine di San Luigi.

## Biografia

### Infanzia
Era il figlio di François IV de Beauharnais, signore di La Boische e di sua moglie Marguerite Françoise de Pyvart de Chastillé

### Matrimonio
Nel 1713, Claude de Beauharnais sposò Renée Hardouineau, figlia di Pierre Hardouineau, seigneur de La Laudanière e di sua moglie Renée Le Pays de Beauville). Ebbero due figli.

## Discendenza
Claude de Beauharnais e Renée Hardouineau ebbero due figli:
- François de Beauharnais, signore di Beaumont, marchese della Ferté-Beauharnais.
- Claude de Beauharnais, conte di Roches-Baritaud (1717–1784), che nel 1753 sposò Anne Mouchard de Chaban (1738–1813) da cui ebbe 3 figli, incluso Claude de Beauharnais).

Attraverso suo figlio François, Claude era il nonno di Alexandre de Beauharnais e bisnonno di Eugène de Beauharnais e Hortense de Beauharnais.